# プティ＝クロワ
プティ＝クロワ （Petit-Croix）は、フランス、ブルゴーニュ＝フランシュ＝コンテ地域圏、テリトワール・ド・ベルフォール県のコミューン。

## 地理
村は、ベルフォールとミュルーズをつなぐ鉄道路線沿いに位置する。2011年以降、この鉄道路線との接続の代わりに、フォントネルとプティ＝クロワの間をつなぐLGVライン-ローヌ線の路線が接続されている。
コミューン面積は379ヘクタールであり、ヴォージュ山脈に源を発する小さな川、ラ・マドレーヌ川が横切る。
村の古い部分は、築200年ほどの古い農家の住宅から構成されており、そのうちのいくつかは半木造である。こうした家々はペルーズからモントルー＝シャトーへ向かう県道28号線沿いに伸びる。より最近建設されているペグー住宅地はコミューンの東側、モントルー＝シャトーへ向かう方角にある。この住宅地は新しい住宅からなっている。

## 由来
Capellam de Pilicors（1105年）、Petit Creux（1295年）、petit Croptそしてpetit gropt（1390年）、Piticorp（1492年）、Petitcrocq（1613年）、Petitcrop（1655年）と地名は変化した。ドイツ語ではKlein-Kreuzとなる。

## 歴史
我々は1105年にPilicorsという地名を初めて目にすることができる。これはモンベリアール＝フェレット伯ティエリー1世の未亡人、エルマントリュードが署名したフロワドフォンテーヌ修道院（設立者はエルマントリュード自身）に授けた憲章においてである。当時のプティ＝クロワは簡素な礼拝堂に限られていた。
18世紀、村は2つの領地に分けられていた。1つはリシャール・ド・ベルフォールの、もう1つはモントルー領主の領地である。両方とも新しい農場の設置を歓迎した。14世紀、プティ＝クロワの礼拝堂は聖母に捧げられた教区教会となった。1441年、村はBittikropffと呼ばれ、教区は1782年にブザンソン教区に併合されるまで、バーゼルの教区に属していた。教会はその後、聖母の降誕に捧げられた。1750年、村には100人を少し超える住民が暮らしていた。
村の名前プティ＝クロワは誤解から生じた。元々はPetit Creuxであった。Creuxとはくぼみを意味する。村は小さな谷に位置していたのである。ドイツ当局はCreuxをKreuzとし、村のドイツ語名をKleinkreuzと解釈した。プティ＝クロワはKleinkreuzをフランス語に翻訳した名である。
1915年8月31日、フランスのエース・パイロットアドルフ・ペグーは、プティ＝クロワの上空でドイツ軍によって撃墜された。彼の搭乗機はキュヌリエールへ向かう道のそばの野原に墜落した。村の中心部には、この悲劇的な最期を記念した記念碑がたっている。

## 人口統計
| 1962年 | 1968年 | 1975年 | 1982年 | 1990年 | 1999年 | 2006年 | 2012年 |
| ------ | ------ | ------ | ------ | ------ | ------ | ------ | ------ |
| 154    | 164    | 222    | 260    | 308    | 307    | 327    | 302    |

source=1999年までLdh/EHESS/Cassini、2004年以降INSEE